# Mário Teixeira Gurgel
Mário Teixeira Gurgel SDS (* 22. Oktober 1921 in Iguatu, Ceará, Brasilien; † 16. September 2006) war ein brasilianischer Geistlicher und römisch-katholischer Bischof von Itabira-Fabriciano.

## Leben
Mário Teixeira Gurgel trat der Ordensgemeinschaft der Salvatorianer bei und empfing am 29. Juni 1944 das Sakrament der Priesterweihe.
Am 20. Februar 1967 ernannte ihn Papst Paul VI. zum Titularbischof von Sesta und zum Weihbischof im Erzbistum São Sebastião do Rio de Janeiro. Der Erzbischof von São Sebastião do Rio de Janeiro, Jaime Kardinal de Barros Câmara, spendete ihm am 14. Mai desselben Jahres die Bischofsweihe; Mitkonsekratoren waren José Gonçalves da Costa CSsR, Weihbischof in São Sebastião do Rio de Janeiro und der Bischof von Patos, Expedito Eduardo de Oliveira.
Am 26. März 1971 wurde er zum Bischof von Itabira ernannt.
Papst Johannes Paul II. nahm am 15. Mai 1996 seinen vorzeitigen Rücktritt an.